# Miletus milesius
Miletus milesius är en fjärilsart som beskrevs av Johannes Karl Max Röber 1926. Miletus milesius ingår i släktet Miletus och familjen juvelvingar. Inga underarter finns listade i Catalogue of Life.